# Arte poética (libro)
Arte poética es un libro del escritor argentino Jorge Luis Borges. Fue publicado por Crítica, España, en 2000.
El libro reúne seis conferencias referidas a la poesía que Borges dio en la Universidad de Harvard, en el curso 1967-68. Fueron pronunciadas en idioma inglés, hablado con fluidez y con la precisión en el empleo de los términos que le es conocido en idioma castellano.
Las conferencias permiten apreciar en toda su magnitud la erudición del orador y la profundidad en el tratamiento de los temas. A pesar de los notorios conocimientos sobre lo que habla, Borges incurre en varios errores en las citas que menciona, pero que no deslucen la exposición, hecha de memoria y sin ningún recurso posible de anotaciones.
Las conferencias son: "El enigma de la poesía", "La metáfora", "El arte de contar historias", "La música de la palabra y la traducción", "Pensamiento y poesía" y "Credo de poesía".